# Pitarelli
Adriano Pitarelli, mais conhecido simplesmente como Pitarelli (Jales, 9 de março de 1975), é um ex-futebolista brasileiro que atuava como goleiro.
Ficou conhecido por ser um exímio defensor de penalidades máximas.

## Biografia
Chegou ao Guarani em 1990, com 15 anos, tendo atuado na base com Luizão e Amoroso.
Desde os tempos de categorias de base se dava bem em pênaltis. Na disputa da Copa São Paulo de 1994, foi o responsável direto pelo título conquistado pelo Guarani FC contra o São Paulo, de Rogério Ceni, Caio, Jamelli, Guilherme e Muricy Ramalho. Após o empate por 1x1 no tempo normal, Pitarelli defendeu três penalidades (de Jamelli, Nem e Douglas) e o Bugre levantou pela primeira e única vez o troféu de campeão. Já havia defendido dois pênaltis contra Juventude, nas quartas de final, e dois contra o Londrina, na semi. Nesta mesma Copa São Paulo ganhou o troféu revelação da competição e em seguida foi convocado para a Seleção Brasileira pré-olímpica (Atlanta/96).
Profissionalizou-se no próprio Guarani, onde estreou no Campeonato Paulista daquela temporada na vitória por 3 a 1 sobre o Mogi Mirim, em Campinas. Posteriormente, perdeu a posição para Narciso e se transformou em terceira opção, com a chegada do goleiro Hiran. Sem chances de ser escalado, foi emprestado ao Mogi Mirim.
No retorno a Campinas, foi reserva direto de Hiran, e posteriormente participou de revezamento com Gléguer, goleiro revelado na base do clube. Atuou no clube por cinco anos, até 1999.
Atuou pelo Sport, pela Portuguesa e chegou ao Santos, que tinha Carlos Germano e Fábio Costa. Ficou até meados de 2002, quanto foi para o Gama.
Jogou também na Europa quando disputou o Campeonato Português, pelo Futebol Clube do Marco, na Liga de Honra em 2003.
Em 2004, foi campeão brasileiro da Série C pelo União Barbarense.
A carreira durou até 2011, quando ajudou a Santacruzense a ser campeã da Série A3 do Paulista.
Trabalhou com renomados treinadores do Brasil: Oscar Bernardi, Candinho, Levir Culpi, Carlos Alberto Silva, Sérgio Ramirez, José Carlos Serrão, Vadão, Geninho, Muricy Ramalho, Abel Braga, Lula Pereira, Estevam Soares, Fito Neves, Ricardo Gomes, Marinho Perez, Giba, Cabralzinho, Carlos Alberto Parreira, Celso Roth, Emerson Leão, Hélio dos Anjos, Luiz Carlos Winck, Luiz Carlos Ferreira, Mazolla e Luís Carlos Martins.

## Títulos

### Categorias de Base
Guarani
- Campeonato Paulista Infantil - 1990
- Campeonato Paulista de Juniores - 1994
- Copa São Paulo de Futebol Júnior - 1994

### Profissional
Mogi Mirim
- Campeonato Paulista do Interior - 1996

Guarani
- Campeonato Paulista de Aspirantes - 1998

Rio Preto F.C
- Campeonato Paulista - Série A2 (Acesso p/ Série A1) - 2008

União Barbarense
- Brasileirão - Série B - 2005

Santacruzense
- Campeonato Paulista - Série A3 (Acesso p/ Série A2) - 2011

Cene
- Campeonato Sul-Mato-Grossense - 2005

### Prêmios
- Melhor goleiro do Campeonato Paulista de 2000, quando era jogador da Portuguesa.